# AdGuard
AdGuard — утиліта для роботи під керуванням операційної системи Microsoft Windows, OS X, Android і iOS, яка дозволяє блокувати рекламу, спливаючі вікна, банери та інші небажані об'єкти на вебсторінках. Також можна встановити як доповнення в найбільш популярні браузери (Mozilla Firefox, Google Chrome, Opera, Safari, Яндекс.Браузер, Microsoft Edge), тому утиліта є багатоплатформною.
Розроблена компанією AdGuard Software Limited, AdGuard пропонує безкоштовні та умовно-безкоштовні продукти з відкритим кодом.
AdGuard Software Limited була заснована в 2009 році в Москві. У 2014 році продукти AdGuard Software Limited стали доступними на Кіпрі, куди згодом була перенесена штаб-квартира компанії.
Для фільтрації реклами використовується блокування по URL, приховування за допомогою CSS і фільтрація HTML-коду. Крім фільтрації реклами, програма захищає від фішингових і шкідливих сайтів. Додаток отримав ряд нагород.
Крім версій для настільних ПК і браузерів, випускаються також мобільні додатки і серверні версії продукту:
- Версія для Android поширюється тільки як інсталяційний файл для Android, оскільки через рік після виходу була видалена з Google Play (в кінці 2014 року).[7]
- Версія для iOS присутня в Apple AppStore, але її оновлення припинено з ініціативи Apple влітку 2018 року.[8]
- Серверні версії продукту представлені у вигляді додаткового сервісу AdGuard DNS[9], на базі якого в кінці 2018 року випущено і open-source рішення AdGuard Home для захисту мережевих підключень.[10]